# Galeria „Barwy Śląska”

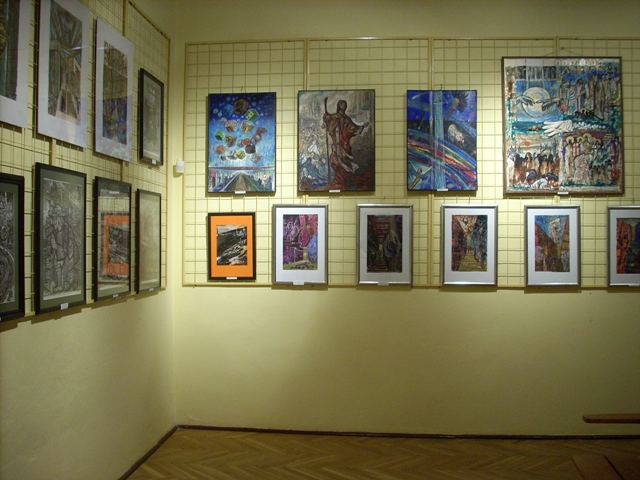
Wystawa w Galerii „Barwy Śląska” (2008)

Galeria „Barwy Śląska” – galeria malarstwa intuicyjnego, ze zbiorów Stanisława Gerarda Trefonia.
Galerię otwarto 4 grudnia 2006 r. W dawnym pałacu hrabiów Henckel von Donnersmarcków w Nakle Śląskim mieściła się do 2010 r.
Obecnie galeria mieści się w Rudzie Śląskiej przy ulicy Młyńskiej 16. Zbiorami opiekuje się Stowarzyszenie Barwy Śląska, którego prezesem jest Józef Hetman. 
W Galerii są prezentowane dzieła takich artystów jak: Erwin Sówka, Paweł Wróbel, Leopold Wróbel, Władysław Luciński, Teofil Ociepka, Nikifor Krynicki, Helmut Matura, Krzysztof Webs, Rudolf Nowak, Dieter Nowak, Ewald Gawlik.